# José Antonio de Mendizábal
José Antonio de Mendizábal y Azcue fue el gobernador y Capitán General de Puerto Rico entre 1724 y 1730, en sustitución de Francisco Danio Granados, quien había sido acusado a la corona por muchos clérigos, debido a su encarcelamiento de Miguel Enríquez, capitán de corso, que lograba evitar en contrabando. Mendizabal fue el encargado de encarcelar a Granados y liberar a Enríquez.

## Biografía
José Antonio de Mendizábal y Azcué nació o se crio en Ibarra, País Vasco.
En 1724, debido a las acusaciones dirigidas a la corona contra Francisco Danio Granados, gobernador de Puerto Rico, por parte de muchos clérigos de dicho archipiélago,  José Antonio de Mendizábal y Azcue es nombrado por el rey como sustituto de Granados en el gobierno de Puerto Rico, una vez aclarados los hechos y verificadas las acusaciones por parte de un juez-pesquisidor en la gobernación del archipiélago. Tras esto, se le ordenó a Mendizabal liberar a Miguel Enríquez y devolverle sus bienes embargados por Granados. Solucionadas esas cuestiones, estrechó lazos con corso. El 24 de agosto, también a ordenanza real, encarceló a Granados, según Angel López Cantos, en el Morro, San Juan de Puerto Rico. Más tarde, realizó una investigación para comprobar si la corona había hecho lo correcto en ordenar la destitución y encarcelamiento de Granados, confirmándose esta idea tras oír la declaración de más de cincuenta residentes de Puerto Rico, quienes mayoritariamente criticaban su gestión. Abandonó el gobierno de Puerto Rico en 1730, siendo nombrado Caballero de la Orden de Santiago, el 3 de julio de ese año.